# Oceanometra gigantea
Oceanometra gigantea is een haarster uit de familie Thalassometridae.
De wetenschappelijke naam van de soort werd in 1908 gepubliceerd door Austin Hobart Clark.